# Dachpappenfabrik Raschig
Die Teerdestillation und Dachpappenfabrik Raschig in Bochum-Werne bestand von 1887 bis 2005.

## Teerdestillation

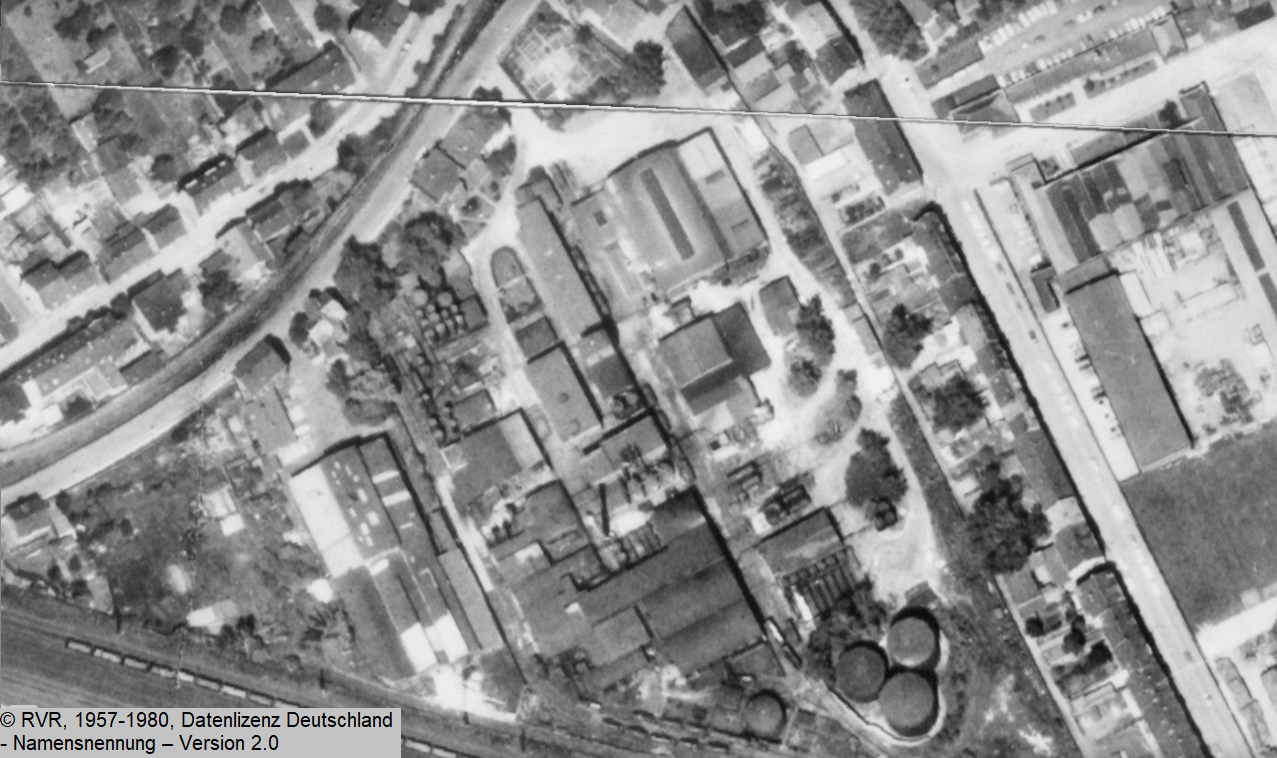
Luftbild der Teerdestillation Raschig in Bochum-Werne um 1960

1887 wurde auf dem Gelände an der Von Waldthausen Straße in Bochum-Werne die Firma Chemische Fabrik Dr. Wirth, Waldthausen und Schulz gegründet. Ziel der Firma war es Teer, der in den Kokereien der umliegenden Zechen anfiel, aufzuarbeiten und durch Destillation chemische Grundstoffe herzustellen („Coaks-Anstalt und Kohledestillation“).
1918 kaufte die Firma Raschig den Betrieb und erweiterte ihn kontinuierlich (Bau zusätzlicher ober- und unterirdischer Tanks). In den 1960er Jahren war der Höhepunkt der Produktion erreicht.
1972 wurde die Teerdestillation eingestellt und nicht mehr benötigte Gebäude abgerissen.

## Dachpappen-Produktion
Nach Aufgabe der Teerdestillation wurde die Produktion umgestellt und Asphalt und Dachpappe auf Bitumenbasis produziert. Ende des Jahres 2005 wurde auch die Dachpappen-Produktion eingestellt.

## Altlastensanierung

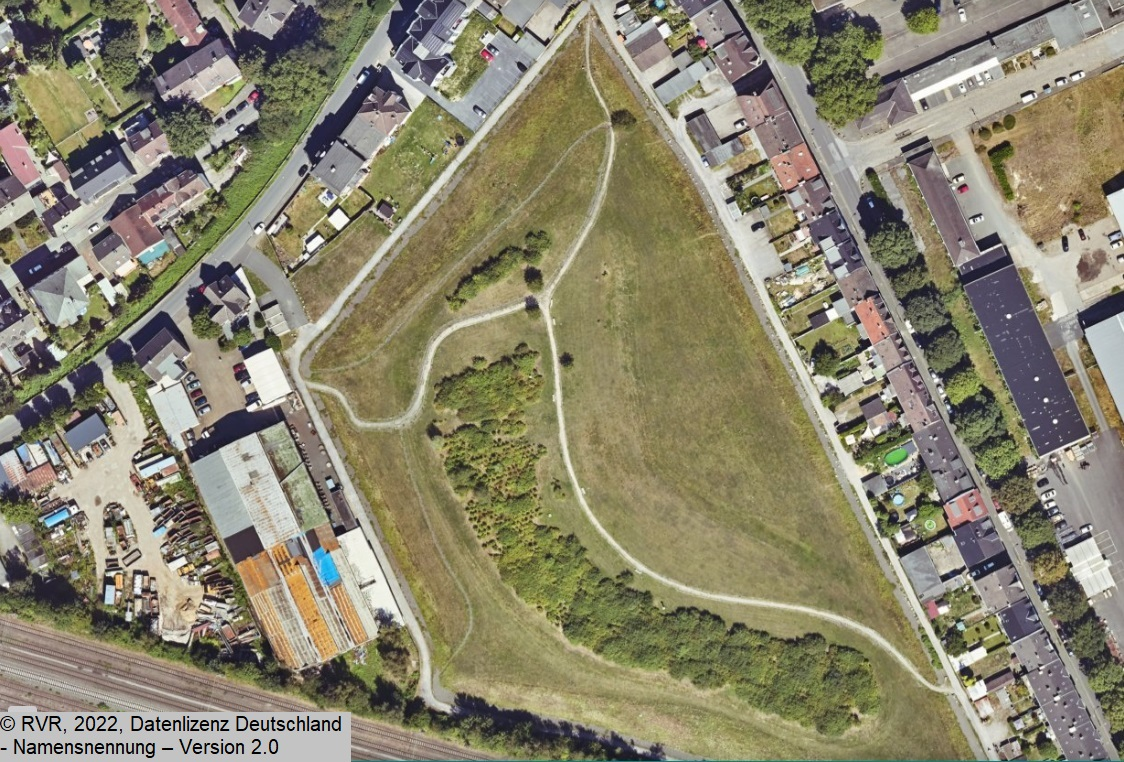
Luftbild des Geländes der ehemaligen Teerdestillation Raschig in Bochum-Werne nach Sanierung 2022

Ab 1999 wurden Bodenuntersuchungen durchgeführt. Auf dem Gelände wurden starke Bodenbelastungen festgestellt, die bis ins Grundwasser reichten, vor allem mit polyzyklischen aromatischen Kohlenwasserstoffen, die hauptsächlich aus der Steinkohlenteer-Verarbeitung stammten. Ursache hierfür waren Handhabungsverluste, Leckagen, Bombentreffer an den Teertanks.
In den Jahren 2009–2011 wurde das Gelände saniert. Alle Gebäude und Anlagen wurden abgerissen, inzwischen ausgesäte Bäume gerodet. Bei den angrenzenden Häusern wurde der Boden in den Hausgärten ausgetauscht.
Um ein weiteres Auswaschen von Schadstoffen durch Regenwasser zu verhindern, wurde der Boden des Geländes durch Dichtungsfolien abgedichtet und das Regenwasser gezielt abgeleitet. Der Zustand des Grundwassers wird weiterhin überwacht.
Auf der Abdichtung wurde mehrere Meter Boden aufgeschüttet und begrünt und als „Park im Hinterhof“ für die Öffentlichkeit freigegeben.